# 기타시라카와노미야 나루히사 왕
기타시라카와노미야 나루히사 왕(일본어: 北白川宮成久王 키타시라카와노미야 나루히사 오[*], 1887년(메이지 20년) 4월 18일 ~ 1923년(다이쇼 12년) 4월 1일)는 일본의 황족이며 육군 장교이다. 기타시라카와노미야 요시히사 친왕의 제3왕자로 태어났으며, 비는 메이지 천황의 제7황녀 가네노미야 후사코 내친왕이다.

## 가족
- 아버지 : 기타시라카와노미야 요시히사 친왕
- 어머니 : 요시히사 친왕비 도미코(能久親王妃富子, 옛 우와지마번주 다테 무네에 후작의 둘째딸이자 사쓰마 국부 시마즈 히사미쓰 공작의 양딸)
- 아내 : 기타시라카와 후사코(1890 ~ 1974, 메이지 천황의 제7황녀)
  - 제1왕자 : 기타시라카와노미야 나가히사 왕(1910 ~ 1940)
  - 제1왕녀 : 다치바나 미네코(1911 ~ 1970, 옛 미이케번주 다치바나 다네유키 자작의 양손부)
  - 제2왕녀 : 히가시소노 사와코(1913 ~ 2001, 자작 히가시소노 도모미쓰(東園基光)의 양며느리)
  - 제3왕녀 : 도쿠가와 다에코(1920 ~ 1954, 미토 공작가 당주 도쿠가와 구니유키의 둘째며느리)